# Steppdans

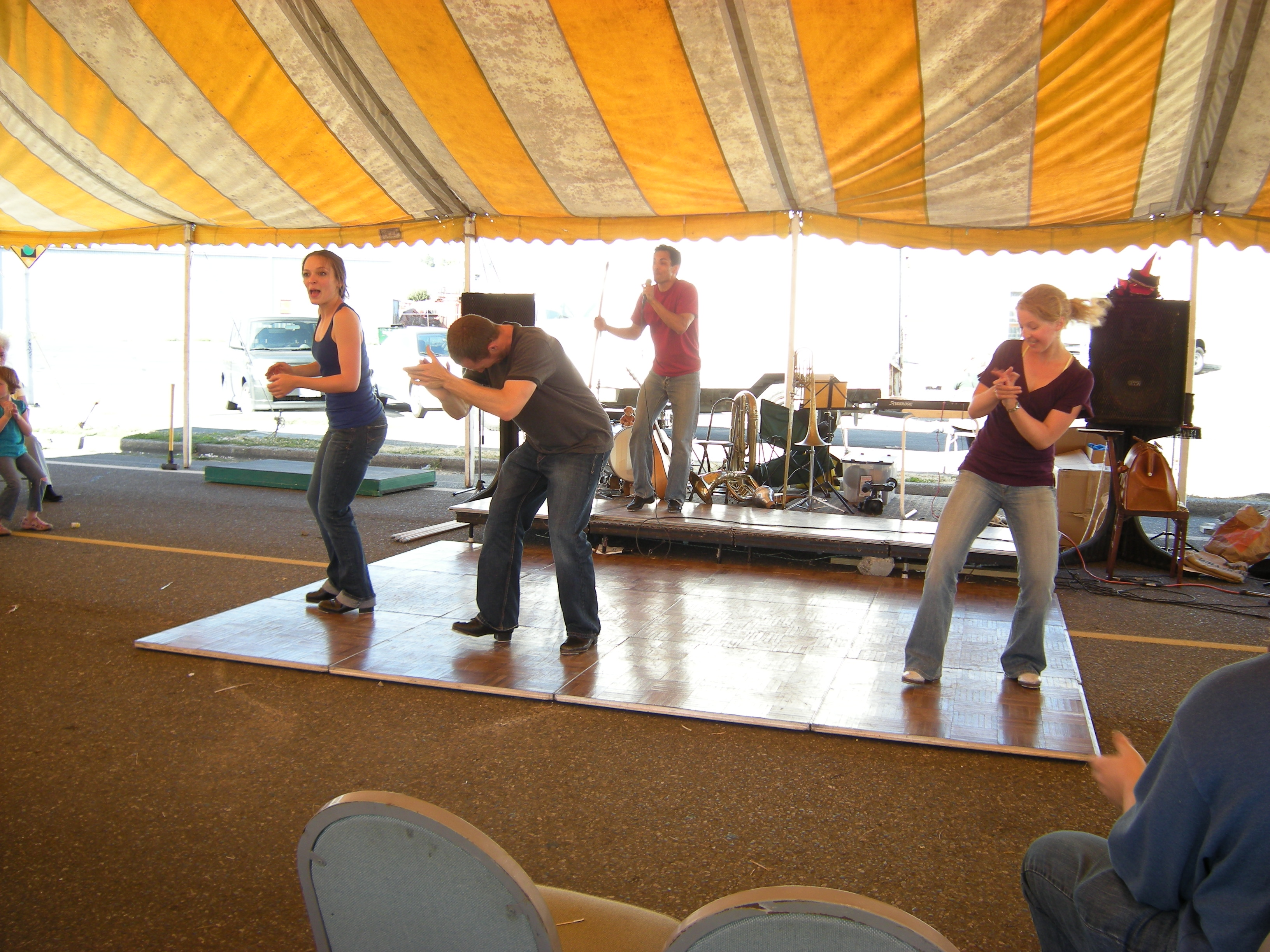
Steppdansshow.

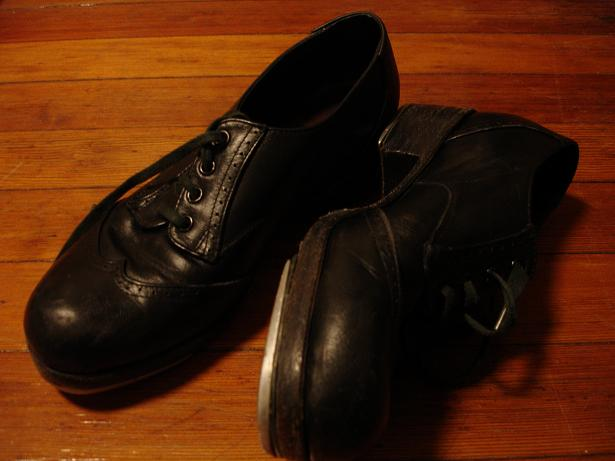
Steppdansskor med tåjärn och klackjärn.

Steppdans (av eng. step, steg) är en generisk term för olika dansstilar där fotarbete är den viktigaste delen av dansen, men benämningen är framför allt förknippad med amerikansk showdans från första halvan av 1900-talet, Tap Dance. Kropps- eller armrörelser är ofta inte lika viktiga eller helt irrelevanta. I stepp används skor, som har steppjärn gjorda av en aluminiumlegering på hälen och framme vid tårna, som gör att det låter tydligt när såväl främre som bakre delen av skon sätts ner i golvet. Ofta använder dansaren improvisationsform och ojämna rytmer med synkoper.
Tap Dance är benämningen på den amerikanska steppdansen och den har sina rötter i afroamerikansk kultur och utvecklades av människorna som kidnappades från olika delar av Afrika under slaveriet, ca år 1600-1800. De fråntogs sina trummor och började använda kroppen som instrument för att spela rytmer, och det är här som även jazzmusiken tar sin början. Denna nya afroamerikanska kultur influerades senare också av annan dans och musik som fanns i Nya Världen, tex spanska visor, fransk militärmusik, irländsk steppdans (Step Dance). Den modernare formen av stepp kom till i mitten av 1800-talet och en av huvudpersonerna i utvecklingen var afroamerikanen William Henry Lane kallad "Master Juba".  Senare blev stepp och jazz internationellt populära på 1920-40-talen genom amerikanska shower, musikaler och filmer från Hollywood med artister som Bill "Bojangles" Robinson, The Nicholas Brothers, Buck and Bubbles, Duke Ellington, Count Basie, med flera. 
Ur steppdans har efterhand även andra rytmiska dansformer utvecklats, ofta samtidigt en form av rytmmusik, inom europeisk modern dans och stomp med olika slags rytmredskap.
Idag har stepp en kanske inte gigantisk men stark följarskara över hela världen och konstformen ses i många olika sammanhang. Dagens professionella steppdansare turnerar världen över och arbetar tex som musiker i band, leder eller är med i olika danskompanier, och koreograferar och medverkar i shower på Broadway. Några av de mest framstående dansarna är Savion Glover, Dormeshia Sumbry-Edwards, Michelle Dorrance, Jason Samuels Smith, Derick Grant, Ayodele Casel.